# Iceland Defense Force

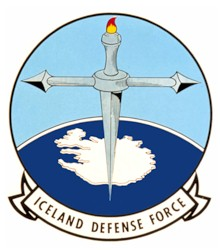
Logo da Força da Defesa da Islândia

A Iceland Defense Force - IDF (em português Força da Defesa da Islândia) foi o corpo militar responsável de 1951 a 2006 por proteger Islândia, sediado em Keflavík, e equipado pelo pessoal das forças armadas dos Estados Unidos. O IDF foi criado a pedido da NATO, quando os Estados Unidos assinaram um acordo para fornecer defesa para Islândia, que não tinha força de defesa unificada.